# Шелковичное (Сакский район)
Шелкови́чное (до 1948 года Теме́ш; укр. Шовковичне; крымскотат. Temeş, Темеш) — село в Сакском районе Крыма (согласно административно-территориальному делению Украины входит в состав Митяевского сельского совета Автономной Республики Крым, согласно административно-территориальному делению РФ — в Митяевском сельском поселении Республики Крым).

## География
Шелковичное — село в центре района, в степном Крыму, в запруженной маловодной балки Темеш (ранее называвлась долина Куян-джилга), впадающей с востока в озеро Сасык, высота центра села над уровнем моря — 29 м. Ближайшее село Митяево — около 4 км на север. Расстояние до райцентра — около 10 километров (по шоссе) на юго-запад, ближайшая железнодорожная станция — Разъезд 29 км (на картах до середины 1980-х годов назывался Темеш) в 3,5 км (на линии Остряково — Евпатория). Транспортное сообщение осуществляется по региональной автодороге 35Н-488 от Сак до шоссе 35К-001 Красноперекопск — Симферополь (по украинской классификации С-0-11241).

## История

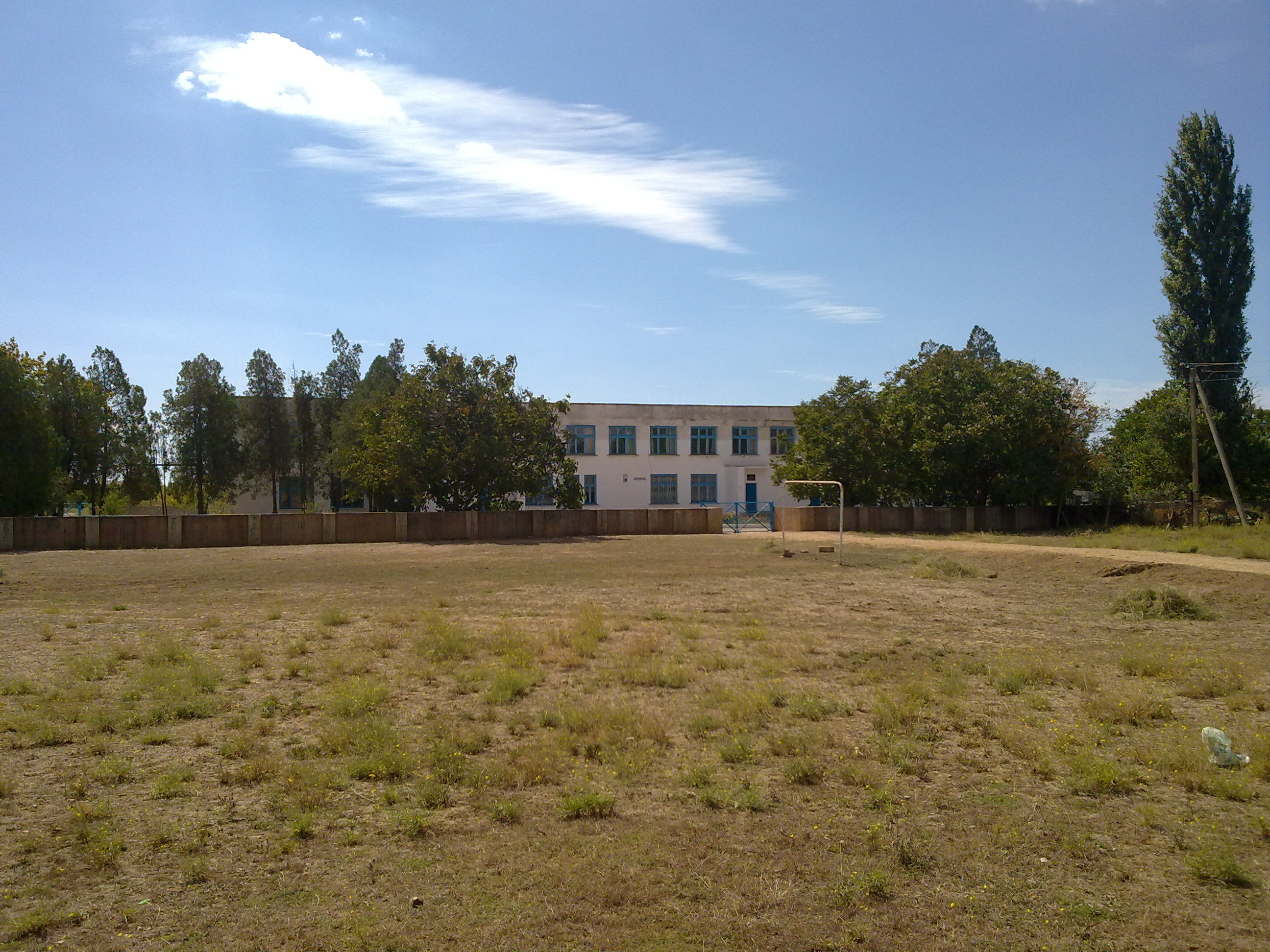
Шелковичненская средняя школа

Первое документальное упоминание села встречается в Камеральном Описании Крыма… 1784 года, судя по которому, в последний период Крымского ханства Темиш входил в Каракуртский кадылык Бахчисарайского каймаканства. После присоединения Крыма к России (8) 19 апреля 1783 года, (8) 19 февраля 1784 года, именным указом Екатерины II сенату, на территории бывшего Крымского Ханства была образована Таврическая область и деревня была приписана к Евпаторийскому уезду. После Павловских реформ, с 1796 по 1802 год, входила в Акмечетский уезд Новороссийской губернии. По новому административному делению, после создания 8 (20) октября 1802 года Таврической губернии, Темеш был включён в состав Тулатской волости Евпаторийского уезда.
По Ведомости о волостях и селениях, в Евпаторийском уезде с показанием числа дворов и душ… от 19 апреля 1806 года в деревне Темеш числилось 27 дворов, 228 крымских татар и 9 цыган. На военно-топографической карте генерал-майора Мухина 1817 года деревня Темиш обозначена с 27 дворами. После реформы волостного деления 1829 года Темеш, согласно «Ведомости о казённых волостях Таврической губернии 1829 года», определили центром Темешской волости (переименованной из Тулатской). На карте 1836 года в деревне 30 дворов, как и на карте 1842 года.
В 1860-х годах, после земской реформы Александра II, деревню приписали к Сакской волости. Согласно «Памятной книжке Таврической губернии за 1867 год», деревня Темеш была покинута жителями в 1860—1864 годах, в результате эмиграции крымских татар, особенно массовой после Крымской войны 1853—1856 годов, в Турцию и заселена немецкими колонистами. Согласно энциклопедическому словарю «Немцы России» — Гернданк (нем. Herrendank) основан в 1862 году, лютеранами, выходцами из беловежских колоний, на приобретённых в собственность 3151 десятинах земли.
В «Списке населённых мест Таврической губернии по сведениям 1864 года», составленном по результатам VIII ревизии 1864 года, Темеш — деревня общины немецких колонистов, с 29 дворами и 222 жителями при колодцах, на трехверстовой карте 1865—1876 года в колонии Темеш 40 дворов. По «Памятной книге Таврической губернии 1889 года», по результатам Х ревизии 1887 года, в деревне Темеш числилось 44 двора и 288 жителей. На верстовой карте 1890 года в деревне обозначено 52 двора с немецким населением Согласно «…Памятной книжке Таврической губернии на 1892 год», в деревне Темеш, входившей в Темешское сельское общество, было 282 жителя в 32 домохозяйствах. Перепись 1897 года зафиксировала в деревне 491 жителя, из которых было 382 немца.
Земская реформа 1890-х годов в Евпаторийском уезде прошла после 1892 года, в результате Темеш приписали к Сакской волости. По «…Памятной книжке Таврической губернии на 1900 год» в деревне, входившей в Темешское сельское общество, числилось 456 жителей в 51 дворе, в 1904 году было 309 жителей, в 1911-м — 273. На 1914 год в селении действовала лютеранская земская школа. По Статистическому справочнику Таврической губернии. Ч.II-я. Статистический очерк, выпуск пятый Евпаторийский уезд, 1915 год, в деревне Темеш Сакской волости Евпаторийского уезда числилось 52 двора (30 дворов с землёй, 22 — безземельные) с немецкими жителями в количестве 308 человек приписного населения и 82 — «постороннего», из которых 197 мужчин и 193 женщины. Жители владели 3151 десятиной удобной земли. В хозяйствах имелось 744 лошади, 92 вола, 84 коровы и 206 голов мелкого скота (в 1918 году — 362 жителя). Согласно списку 1915 года «…русских подданных из австрийских, венгерских или германских выходцев» землевладельцев, опубликованном в газете «Таврические губернские ведомости» в апреле 1915 года, при деревне Темеш значился: 36 владельцев земельных участков, из которых 9 имели наделы в 1—2 десятины и меньше. Многочисленная семья Сайбель (12 человек) владела участками различной площади — от 150 квадратных саженей до 158 десятин; семья Бехтольд из 5 членов имела в сумме 138 дес.; семья Вессель (6 человек) — 27 дес. 560 кв. саж. Карл Вильгельмович Аллес имел 12 дес. 1600 кв. саж., Каролина Кондратовна Бланк — 28 дес. 211 кв. саж., Иоганес Якубович Домс 89 дес. 850 кв. саж., Георгий Конрадовчи Миллер — 45 дес. и Конрад Георгиевич Рейзвих — 50 дес. 1600 кв. саж..
После установления в Крыму Советской власти, по постановлению Крымревкома от 8 января 1921 года № 206 «Об изменении административных границ» была упразднена волостная система и село вошло в состав Евпаторийского района Евпаторийского уезда, а в 1922 году уезды получили название округов. 11 октября 1923 года, согласно постановлению ВЦИК, в административное деление Крымской АССР были внесены изменения, в результате которых округа были отменены и произошло укрупнение районов — территорию округа включили в Евпаторийский район. Согласно Списку населённых пунктов Крымской АССР по Всесоюзной переписи 17 декабря 1926 года, в селе Темеш, центре Темешского сельсовета Евпаторийского района, числилось 84 двора, из них 78 крестьянских, население составляло 421 человек, из них 382 немца, 25 русских, 3 украинцев, 11 записаны в графе «прочие», действовала немецкая школа. Постановлением ВЦИК «О реорганизации сети районов Крымской АССР» от 30 октября 1930 года, был вновь создан Биюк-Онларский район, на этот раз — как немецкий национальный в который вошло село. Постановлением президиума КрымЦИК от 26 января 1935 года «Об образовании новой административной территориальной сети Крымской АССР» был создан Сакский район и село, вместе с сельсоветом, включили в его состав.

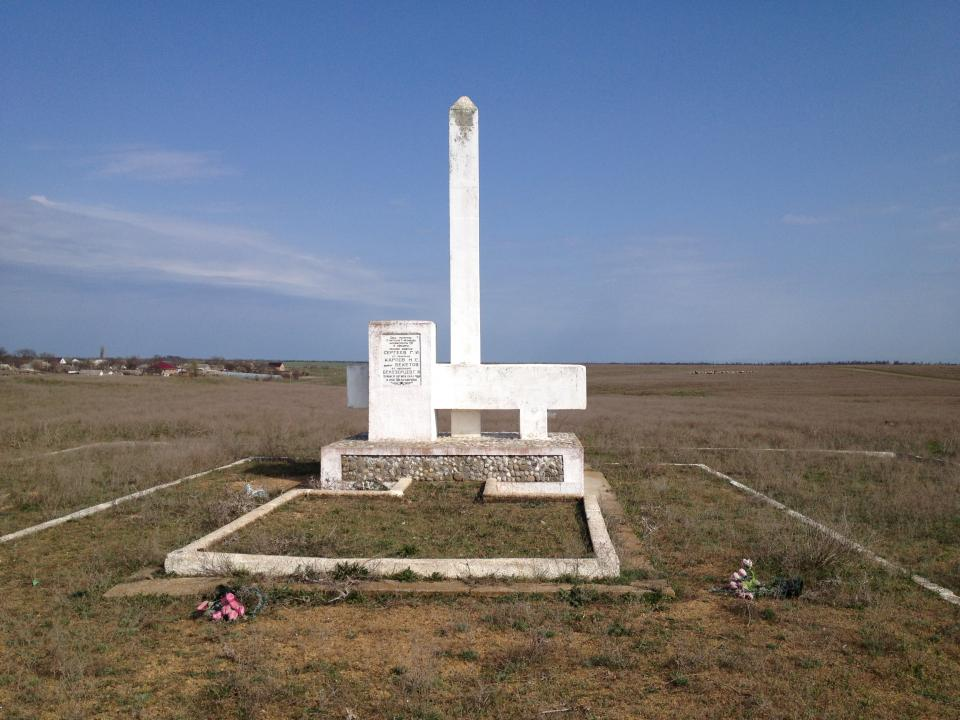
Братская могила советских воинов

Вскоре после начала Великой Отечественной войны, 18 августа 1941 года крымские немцы были выселены, сначала в Ставропольский край, а затем в Сибирь и северный Казахстан.Во время войны, в ходе обороны Крыма, в октябре 1941 года, у села проходил рубеж обороны 7-й бригады морской пехоты, прикрывавшей отход Приморской армии. Погибших в боях 13 матросов местные жители захоронили на месте гибели. В мае 1945 года, после освобождения Крыма в селе умерли от ран четыре воина, их останки захоронили на сельском кладбище. В 1961 году останки воинов (всего 8-ми человек) перезахоронили на холм при въезде в село и установили памятник, в 1984 году замененный на современный. Приказом Министерства культуры Украины № 1224 от 28 ноября 2013 года мемориал объявлен памятник истории местного значения. Постановлением Совета министров Республики Крым № 627 от 20 декабря 2016 года памятник отнесён к категории объектов культурно-исторического наследия России регионального значения.
После освобождения Крыма от фашистов, 12 августа 1944 года было принято постановление № ГОКО-6372с «О переселении колхозников в районы Крыма», по которому в район из Курской и Тамбовской областей РСФСР в район переселялись 8100 колхозников, а в начале 1950-х годов последовала вторая волна переселенцев из различных областей Украины. С 25 июня 1946 года Темеш в составе Крымской области РСФСР. Время упразднения сельсовета пока неизвестно, поскольку на 1941 год он ещё существовал, а, указом Президиума Верховного Совета РСФСР от 18 мая 1948 года, Темеш, уже как рядовое село, переименовали в Шелковичное. 26 апреля 1954 года Крымская область была передана из состава РСФСР в состав УССР. Время включения в состав Новосёловского сельсовета пока не установлено: на 15 июня 1960 года село уже числилось в его составе. Указом Президиума Верховного Совета УССР «Об укрупнении сельских районов Крымской области», от 30 декабря 1962 года село присоединили к Евпаторийскому району. 1 января 1965 года, указом Президиума ВС УССР «О внесении изменений в административное районирование УССР — по Крымской области», Евпаторийский район был упразднён и село включили в состав Сакского (по другим данным — 11 февраля 1963 года). К 1968 году село уже в составе Митяевского сельсовета. По данным переписи 1989 года в селе проживало 1400 человек. С 12 февраля 1991 года село в восстановленной Крымской АССР, 26 февраля 1992 года переименованной в Автономную Республику Крым. С 21 марта 2014 года в составе Крыма аннексировано Россией.

## Население
| 1806 | 1864 | 1887 | 1892  | 1897  | 1900 | 1904 |
| ---- | ---- | ---- | ----- | ----- | ---- | ---- |
| 237  | ↘222 | ↗288 | ↘282  | ↗491  | ↘456 | ↘309 |
| 1911 | 1915 | 1918 | 2001  | 2014  |      |      |
| ↘273 | ↗390 | ↘362 | ↗1493 | ↘1357 |      |      |

Национальный состав
Всеукраинская перепись 2001 года показала следующее распределение по носителям языка
| Язык             | Процент |
| ---------------- | ------- |
| русский          | 40.25   |
| крымскотатарский | 30.94   |
| украинский       | 25.05   |
| другие           | 1.34    |

## Инфраструктура
На 2016 год в Шелковичном числится 12 улиц; на 2009 год, по данным сельсовета, село занимало площадь 132 гектара, на которой в 519 дворах числилось 1420 жителей. В селе действует общеобразовательная школа, сельская библиотека, фельдшерско-акушерский пункт, имеется церковь святого преподобного Максима Грека, Шелковичное связано с Саками автобусным сообщением.